# Place de la Gare (Courbevoie)
Pour les articles homonymes, voir Place de la Gare.
La place de la Gare est un carrefour situé à Courbevoie.

## Situation et accès
La place est située à l'intersection de:
- l'avenue Chevreul,
- la rue du Tintoret,
- la rue de la Sablière,
- la rue Madiraa.

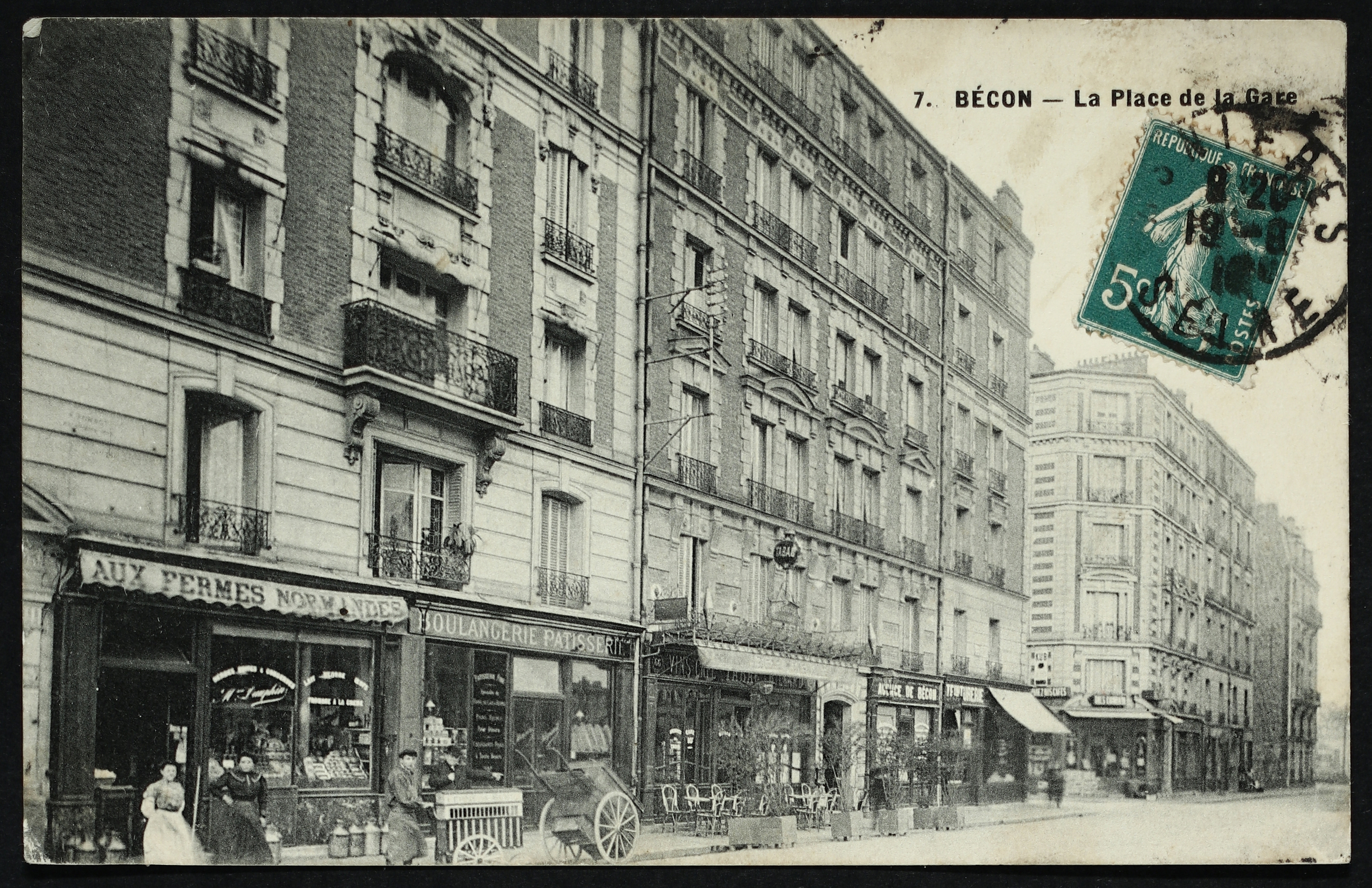
Place de la Gare: les immeubles au premier plan ont été détruits en 1943.

Un souterrain et une passerelle permettent d'accèder à la place Sarrail, de l'autre côté de la ligne de Paris-Saint-Lazare à Saint-Germain-en-Laye, construite en 1837 et qui a vu naître le quartier de Bécon-les-Bruyères, lequel a donné son nom à la gare.

## Origine du nom
Elle est nommée en référence à la gare qui ouvre en 1889.

## Historique

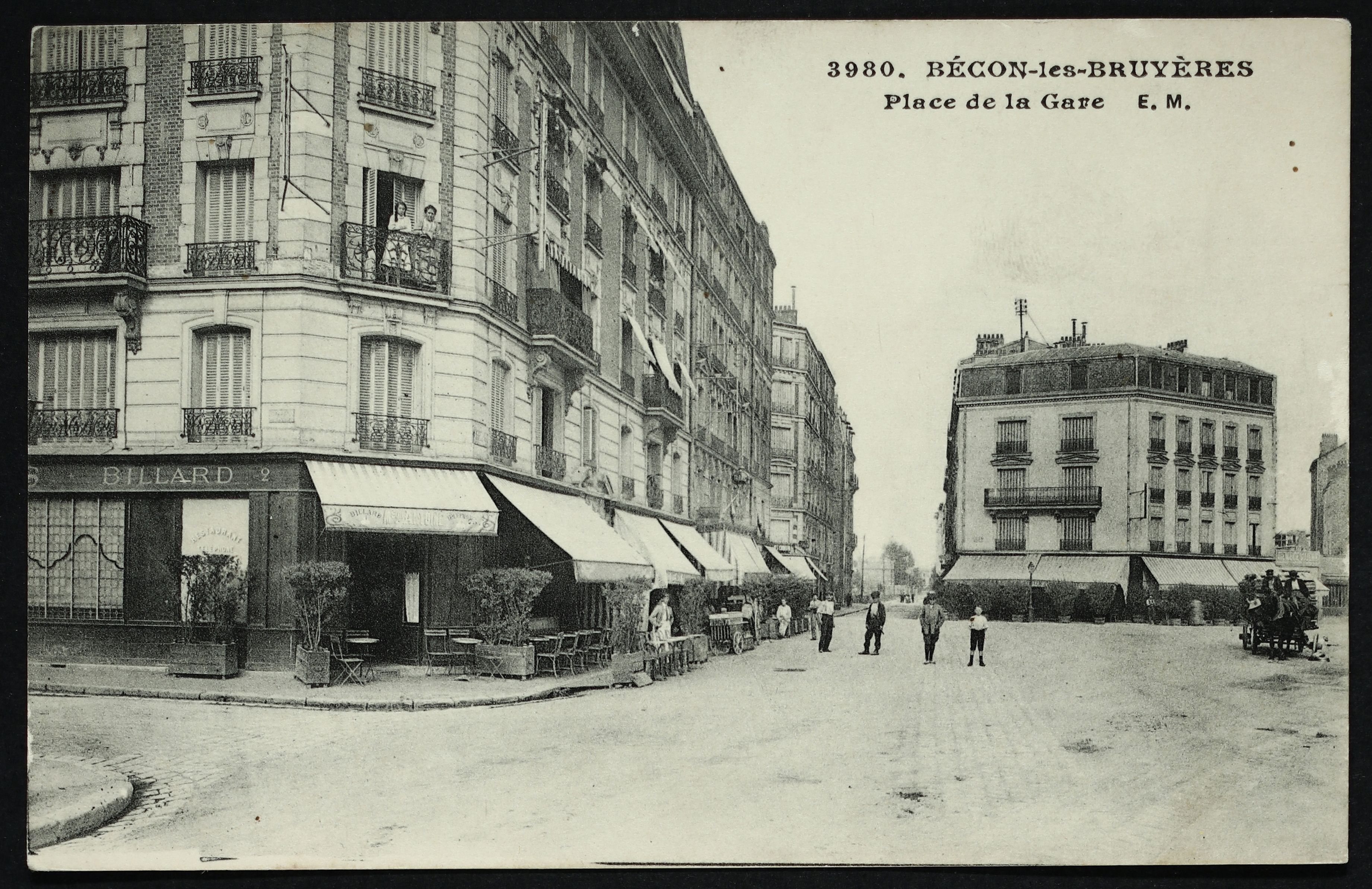
Vue de l'avenue Chevreul, dans l'axe de la rue de la Sablière.

Dans le passé, la "Place de la Gare" désignait à Courbevoie l'actuelle Place Sarrail.
Le 31 décembre 1943, cet endroit est victime de bombardements alliés qui visent les installations ferroviaires et les usines aux alentours. Le nombre de victimes s'élève à 2000 morts. De nombreux immeubles sont détruits, puis reconstruits après-guerre sur le même plan.
Des travaux (2018-2019) visent à améliorer la qualité de vie aux abords de la nouvelle gare de Bécon-les-Bruyères (côté Asnières-sur-Seine), par travaux de pavage et un réaménagement paysager, visant à rendre de l'espace aux piétons et à faciliter l'accessibilité aux personnes à mobilité réduite.
Cette réhabilitation s'inscrit dans une politique plus générale de réhabilitation du tissu urbain autour des gares du Grand Paris, dans le cadre du développement des transports du Nouveau Grand Paris, et de la création d'un accès à la future ligne 15 du métro de Paris.

## Bâtiments remarquables et lieux de mémoire
- La gare de Bécon-les-Bruyères.
- Groupe La Sablière, un ensemble d'habitations à bon marché (HBM) réalisé vers 1933 par l'architecte Charles Abella[9].